# Zhang Changning
Zhang Changning (6 novembre 1995) è una pallavolista cinese.
Gioca nel ruolo di schiacciatrice e opposto nello Jiangsu.

## Carriera
La carriera di Zhang Changning inizia nel 2009, quando appena quattordicenne entra a far parte della selezione cinese di beach. Nella stagione 2013-14 lascia il beach volley per la pallavolo indoor, esordendo nella Volleyball League A cinese con lo Jiangsu, classificandosi al dodicesimo ed ultimo posto, ma centrando comunque la salvezza dopo il challenge match; nel 2014 fa il suo esordio nella nazionale cinese, vincendo la medaglia d'oro alla Coppa asiatica 2014, venendo anche premiata come miglior schiacciatrice del torneo, e quella d'argento ai XVII Giochi asiatici. Nella stagione seguente si classifica al terzo posto in campionato, venendo premiata come miglior opposto; Con la nazionale vince nel 2015 la medaglia d'oro al campionato asiatico e oceaniano e alla Coppa del Mondo.
Nella stagione 2015-16 raggiunge le finali scudetto, venendo premiata come MVP e miglior schiacciatrice, nonostante la sconfitta; con la nazionale, nel 2016, si aggiudica la medaglia d'oro ai Giochi della XXXI Olimpiade di Rio de Janeiro e alla Coppa asiatica, nel 2017 vince l'oro alla Grand Champions Cup e nel 2018 il bronzo al campionato mondiale.

## Vita privata
Proviene da una famiglia di pallavolisti, essendo figlia dell'ex pallavolista Zhang Yousheng e sorella minore del pallavolista Zhang Chen.

## Palmarès

### Nazionale (competizioni minori)
- Coppa asiatica 2014
- Giochi asiatici 2014
- Coppa asiatica 2016

### Premi individuali
- 2014 - Coppa asiatica: Miglior schiacciatrice
- 2015 - Volleyball League A: Miglior opposto
- 2016 - Volleyball League A: MVP
- 2016 - Volleyball League A: Miglior schiacciatrice